# Одбојка на Летњим олимпијским играма 1976.
Четврто такмичење у одбојци на Олимпијским играма у Монтреалу 1976 одржано је у периоду од 18 до 30. јула. Систем такмичење је био исти као и на Олимпијским играма 1972, осим што се број екипа у мушкој конкуренцији поново смањио на 10 репрезентација.

## Освајачи медаља и коначан пласман
| Дисциплина     | Злато | Сребро | Бронза | 4   | 5    | 6   | 7   | 8   | 9   | 10  | 11 | 12 |
| -------------- | ----- | ------ | ------ | --- | ---- | --- | --- | --- | --- | --- | -- | -- |
| Мушки - детаљи | ПОЉ   | СССР   | КУБ    | ЈАП | ЧССР | ЈКО | БРА | ИТА | КАН | ЕГИ |    |    |
| Жене - детаљи  | ЈАП   | СССР   | ЈКО    | МАЂ | КУБ  | ДДР | ПЕР | КАН |     |     |    |    |

## Биланс медаља
| Екипа           | Злато | Сребро | Бронза | Укупно |
| Јапан           | 1     | 0      | 0      | 1      |
| Пољска          | 1     | 0      | 0      | 1      |
| Совјетски Савез | 0     | 2      | 0      | 2      |
| Јужна Кореја    | 0     | 0      | 1      | 1      |
| Куба            | 0     | 0      | 1      | 1      |
| Укупно (5)      | 2     | 2      | 2      | 6      |